# Деблінг
Деблінґ (нім. Döbling) — дев'ятнадцятий район Відня.
Деблінґ розташований на північному заході міста, між Віденським Лісом, Дунаєм та Донауканалом.
В районі знаходяться одні з найдорожчих і престижних житлових зон у Відні: Грінцинг (Grinzing), Зіверінг (Sievering), Нойштіфт-ам-Вальде (Neustift am Walde) та Каасграбен (Kaasgraben). Проте, у Деблінґу є й декілька великих муніципальних житлових споруд, зокрема найвідоміший у Відні Карл-Маркс-Гоф.

## Персоналії
Народились
- Оттокар Франц Еберсберг (1833—1886) — австрійський драматург і журналіст.

| Австрія | Це незавершена стаття з географії Австрії. Ви можете допомогти проєкту, виправивши або дописавши її. |